# 층상인두류
층상인두류(層狀咽頭類)는 층상인두강(Phyllopharyngea)에 속하는 섬모충류 원생생물의 총칭이다. 아주 특이한 종들을 일부 포함하고 있다.

## 하위 분류
- 층상인두아강 (層狀咽頭亞綱, Phyllopharyngia)
  - 클라미도돈목 (Chlamydodontida)
  - 디스테리아목 (Dysteriida)
- 누두류 (漏斗類) 또는 누두아강 (漏斗亞綱, Chonotrichia)
  - 외생배류 (外生胚類) 또는 외생배목(外生胚目, Exogemmida)
  - 내생배류 (內生胚類) 또는 내생배목(內生胚目, Cryptogemmida)
- 유문아강 (有吻亞綱, Rhynchodia)
  - 유문류 (有吻類) 또는 유문목 (有吻目, Rhynchodida)
  - 히포코마목 (Hypocomatida)
- 흡관류 (吸管類) 또는 흡관충류(吸管蟲類) 또는 흡관충아강 (吸管蟲亞綱, Suctoria)
  - 외생아류 (外生芽類) 또는 외생아목(外生芽目, Exogenida)
  - 내생아류 (內生芽類) 또는 내생아목(內生芽目, Endogenida)
  - 외전아류 (外轉芽類) 또는 외전아목(外轉芽目, Evaginogenida)